# Sedelräknare

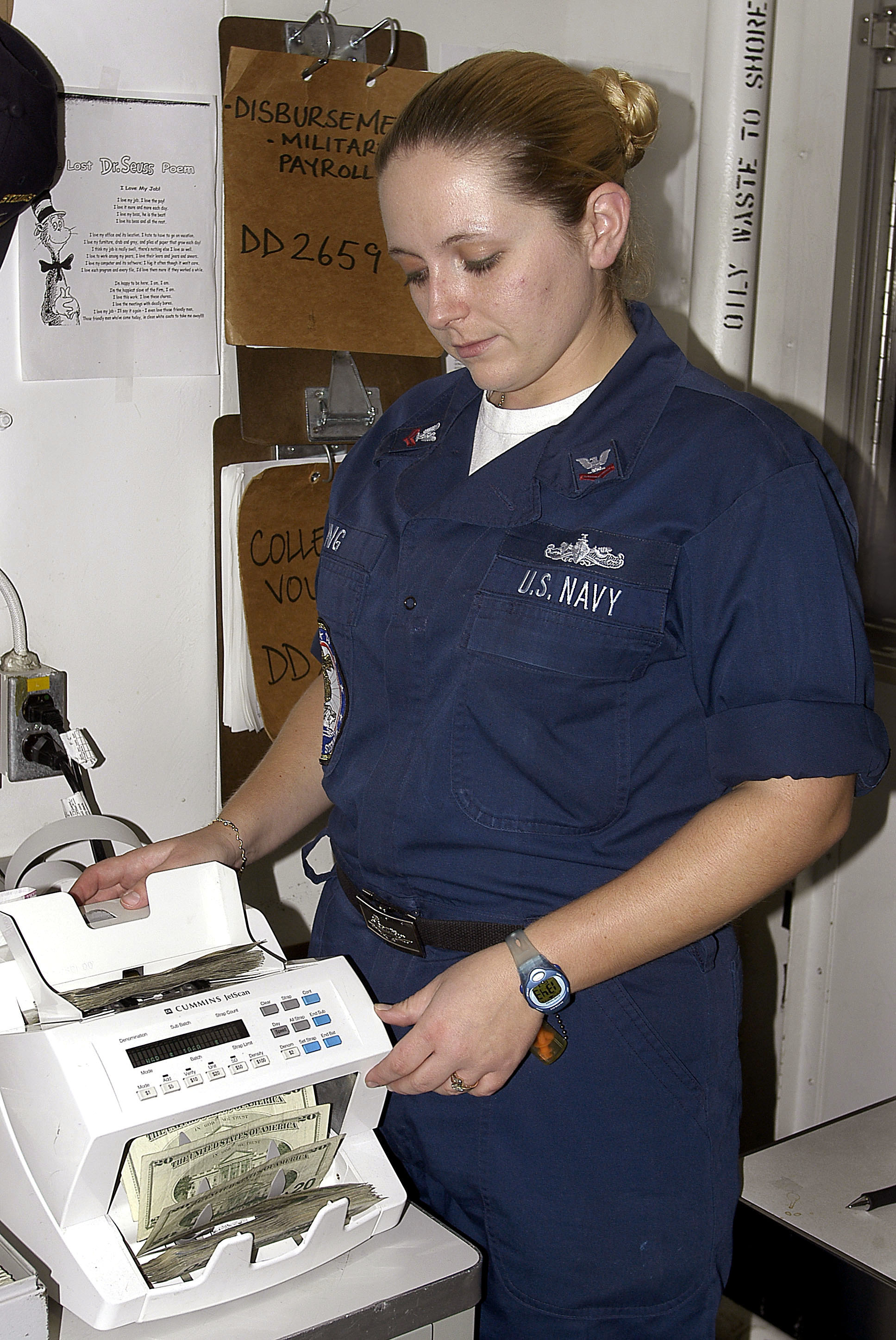
En kvinna som använder en elektronisk sedelräknare.

En sedelräknare är ett hjälpmedel för att räkna sedlar. 
En enkel variant som kan avses är små gummitutor som träs över sista leden på fingret för att man lättare ska kunna räkna sedlar och bläddra i papper. Sedelräknarna är ofta röda och har små nabbar eller knottror.
En elektronisk sedelräknare är en maskin där man placerar sedlarna i ett fack, varpå en sedel åt gången passerar genom maskinen förbi ett ljus, vanligtvis en laser. Genom att räkna ut antal gånger som ljuset bryts kan maskinen beräkna värdet av pengarna som placerades i facket. Vissa mer avancerade modeller av sedelräknare kan också upptäcka falska sedlar med hjälp av magnetism och UV-ljus.